# نانوك (ميناس جيرايس)
نانوك، ميناس جيرايس، البرازيل هي بلدية في البرازيل، تتبع ميناس جرايس، بلغ عدد سكانها 40٬834  نسمة، في 2010، تبلغ مساحتها 1٬515٫370 كيلومتر مربع، رمزها البريدي هو 39860-000.

## الموقع
تشترك في الحدود مع:
- كارلوس شاغاس
- Serra dos Aimorés, Minas Gerais [الإنجليزية]‏
- Lajedão [الإنجليزية]‏.

## أعلام
- مويسيس مورا بينهيرو
- أليكس سيلفا